# Pomona, California
Pomona este un oraș din California, SUA. Se află la o altitudine de 259 m deasupra nivelului mării. Are o suprafață de 59,47 km². Populația este de 151.713 locuitori, determinată în 1 aprilie 2020, prin recensământ.